# Hyperbaena eladioana
Hyperbaena eladioana är en tvåhjärtbladig växtart som beskrevs av Q. Jiménez Madrigal. Hyperbaena eladioana ingår i släktet Hyperbaena och familjen Menispermaceae. Inga underarter finns listade i Catalogue of Life.